# Groupama Aréna
A Groupama Aréna Európa egyik legmodernebb multifunkciós létesítménye, amely alkalmas sport-, kulturális, üzleti és magánrendezvények lebonyolítására is. Az aréna a Ferencvárosi Torna Club (FTC) otthona, amely az Albert Flórián Stadion helyén épült, nemzetközi futballmérkőzések és több tízezer fős koncertek helyszíne.

## Története

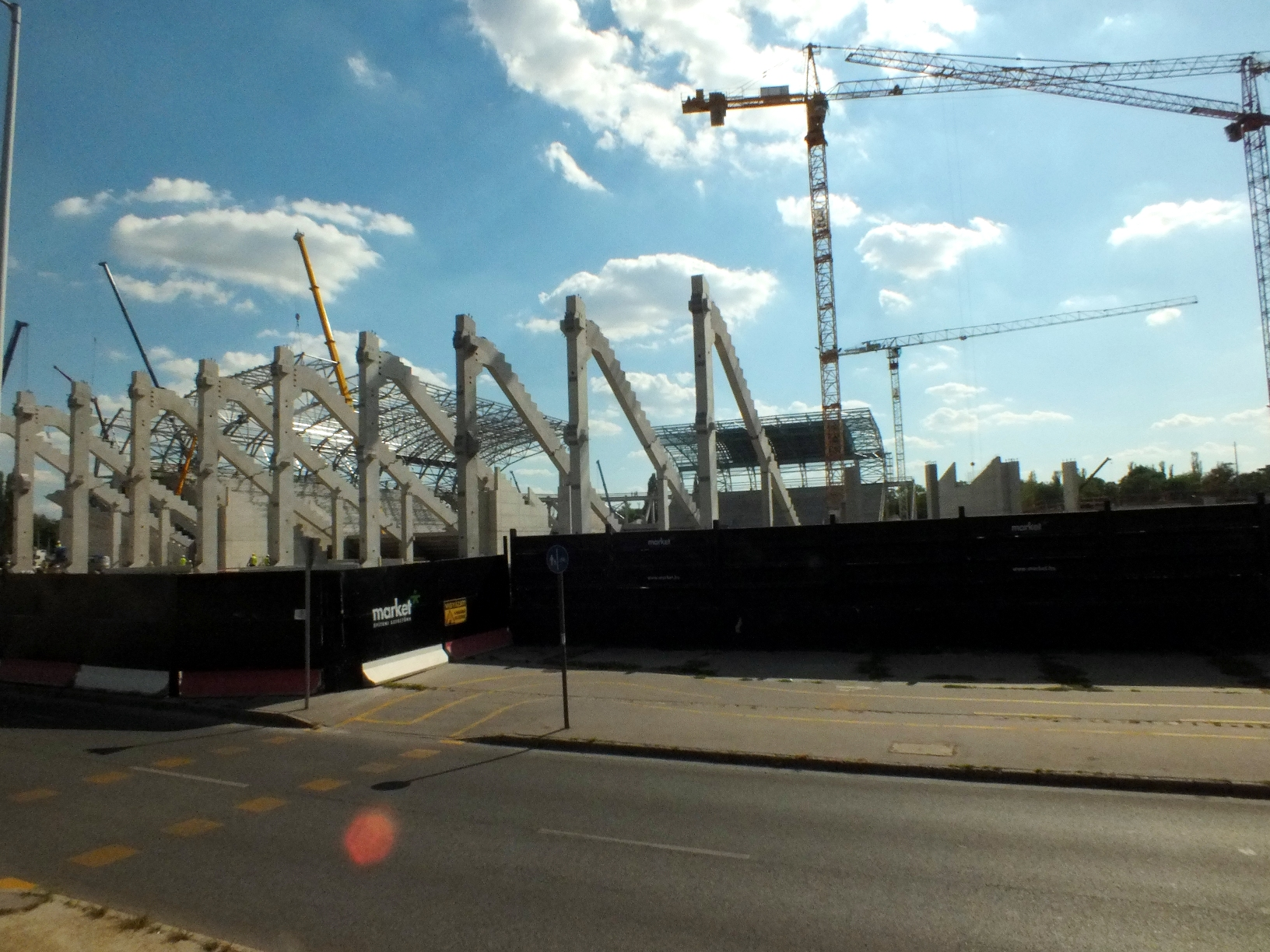
A stadion építése

Hosszas előkészítés és tárgyalássorozat után 2012 áprilisában Kubatov Gábor, az FTC klubelnöke mutatta be a Ferencváros új stadionjának látványterveit. Az építkezést Fürjes Balázs kormánybiztos felügyelte.

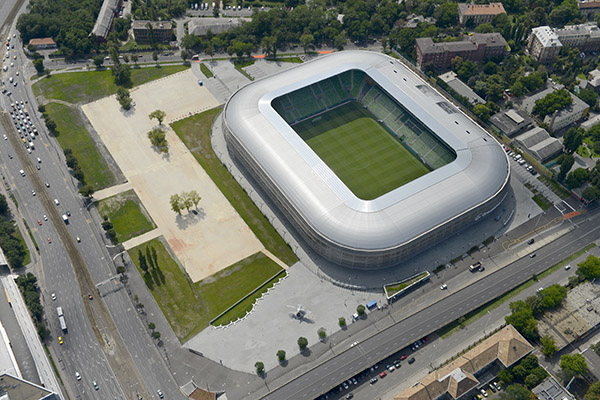
Groupama Aréna légi felvételen

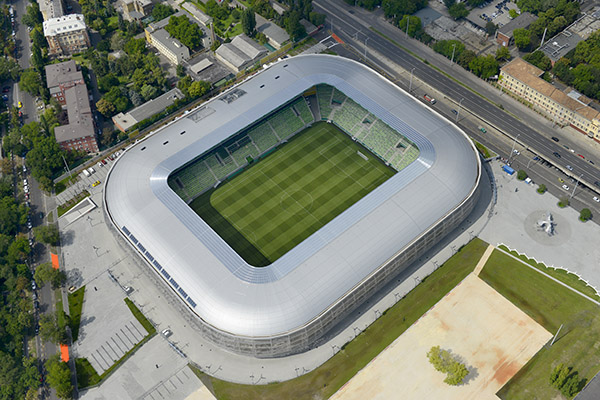
Groupama Aréna, légi fotó

2013. március 28-án elkezdődött a régi Albert Flórián Stadion bontása, és az új létesítmény alapköve is elhelyezésre került. Az alapkövet Simicskó István, Kubatov Gábor, Kocsis Máté, Bácskai János és Márton Péter helyezték el ünnepélyes keretek között.
Az építkezés kezdetén a bontási és alapozási munkálatok egymással párhuzamosan zajlottak. A munka ritkán látható fegyelmezettséggel és gyorsasággal haladt, a szakemberek folyamatosan két-három héttel a tervezett ütemezés előtt jártak. A gyors munkának köszönhetően a klub irodái is a tervezettnél korábban, már április végén költözni kényszerültek. Új otthonuk az FTC népligeti sportbázisa lett. Május végére nem sok maradt már az Albert Flórián nevét viselő régi stadionból, és hamarosan az építkezés is fontos lépcsőfokokhoz érkezett: május 30-án, az első pillér elhelyezésével a lelátók elkezdtek kiemelkedni a földből, júliusban pedig már a tetőszerkezetet kezdték a helyére emelni.
A labdarúgócsapat az építkezés idejére a Puskás Ferenc Stadionba vonult albérletbe, ott játszotta hazai mérkőzéseit.

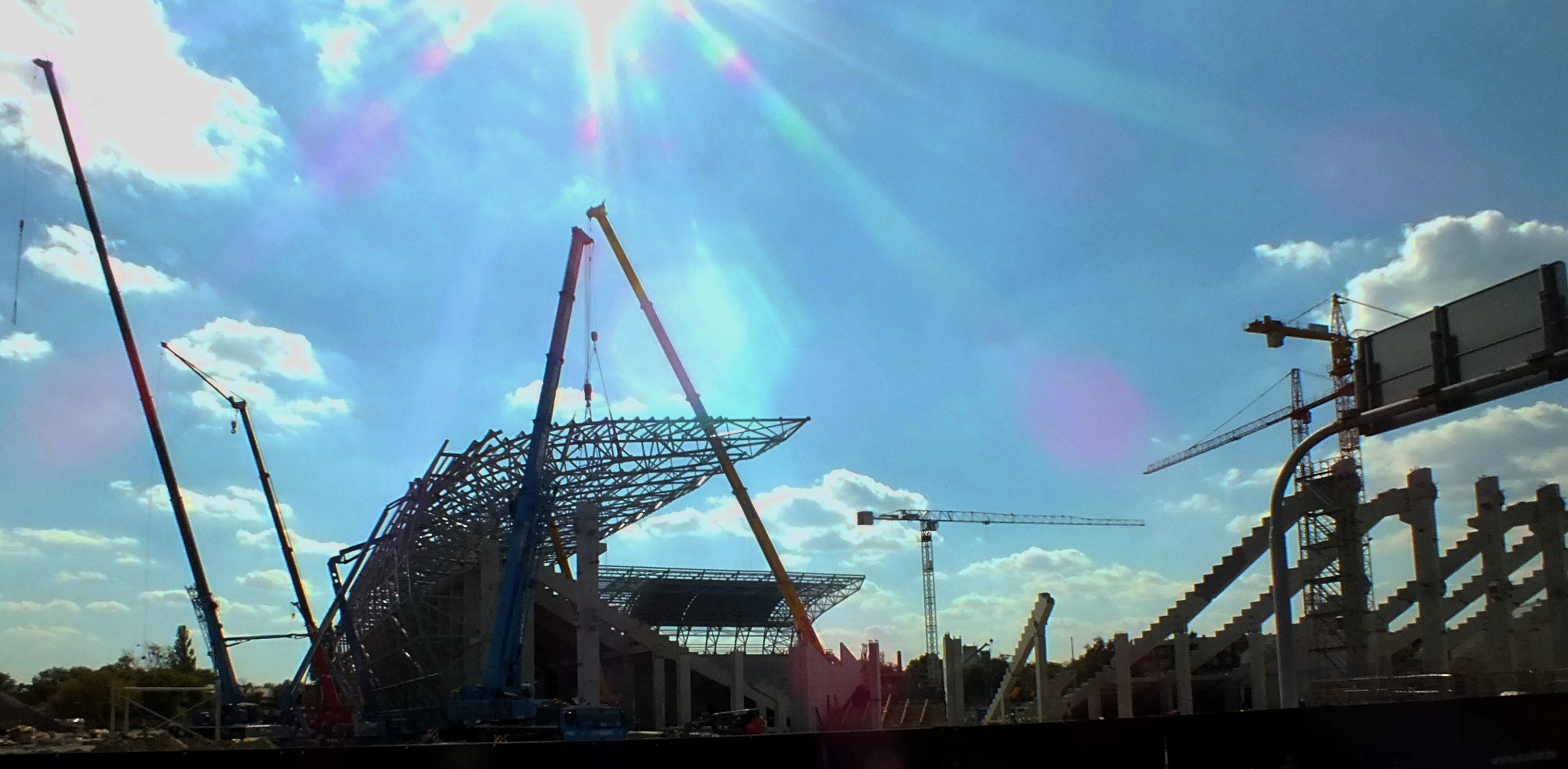
Épül a stadion - 2013.

2013. október 3-án nyitotta meg kapuit az Üllői út 129. alatt az FTC Látogatói Központ, melynek teraszáról jó kilátás nyílt az épülő stadionra. A központban kapott még helyet a Fradi Múzeum átmeneti kiállítása a klub leghíresebb ereklyéivel, valamint a hivatalos szurkolói bolt is.
A kivitelező 2014. május 31-én jelentette be, hogy két és fél hónappal a határidő előtt elkészült az új stadion, amely 14,735 milliárd forintba került, és teljes mértékben az állami költségvetés finanszírozta. 2014. július 2-án bejelentették, hogy a létesítmény hét évig a Groupama Aréna nevet viseli. A stadion megnyitója 2014. augusztus 10-én került megrendezésre, a Ferencváros a Chelsea ellen játszott. A gálamérkőzésen az angol vendégcsapat győzött 2–1-re. Az ünnepélyes megnyitón felszólalt Orbán Viktor miniszterelnök és Kubatov Gábor klubelnök.
2014. június 4-én a francia biztosító Groupama (Groupe des Assurances Mutuelles Agricoles) bejelentette, hogy kész névadó szponzora lenni az új stadionnak.
2014. július 2-án hivatalosan bejelentették, hogy a stadion új neve Groupama Arena lesz. A sajtókonferencián Yann Ménétrier a Groupama főigazgatója és Szekeres Tamás, a Lagardére Unlimited Stadion Solution vezetője vettek részt.
2014. július 7-én bejelentették, hogy a stadionban az első passzt az egykori legendás ferencvárosi labdarúgó, Rudas Ferenc fogja elvégezni.
Felfedték, hogy a Ferencváros és az FC Barcelona egykori legendájáról, Kubala Lászlóról nevezik el a stadion egyik termét. Kubala a klub színeiben 1945 és 1946 között játszott és 50 meccsen 33 gólt szerzett.
2014. augusztus 4-én játszották az első nem hivatalos mérkőzést a stadionban 6500 néző előtt. A Ferencváros öregfiúk csapata mérkőzött meg az Újpest öregfiúk csapatával. A Ferencvárosban olyan egykori híres játékosok jutottak szerephez, mint Szeiler, Dzurják, Lipcsei, Telek, Wukovics vagy Lisztes. Az ellenfélnél Kovács Zoltán, Szlezák, Fehér, Egressy és Mészöly szerepelt. A mérkőzést végül az Újpest nyerte 6-5 arányban. A mérkőzésre ingyen jutott jegyhez az a néző, aki a mérkőzést megelőzően éves bérletet váltott, illetve azok, akik az új stadion építkezésénél munkásként vagy egyéb segítőként vettek részt.
2014. augusztus 9-én a Chelsea FC a Groupama Arenában edzett, hogy a következő napon nyitómérkőzésen vegyen részt a hazai csapat ellen. Az első gólt az angolok számára is jól ismert Gera Zoltán szerezte a 17. percben. A második félidő 51. percében Ramires kiegyenlített, majd a 81. percben végül Fàbregas gólja állította be a 2-1-es végeredményt. A meccs után egy nappal a ferencvárosi B közép tüntetésként egy mérkőzést szervezett a BKV Előre SC pályáján, mintegy tüntetve a magas bérletárak, a beléptető kapurendszer ellen, valamint amiatt, hogy a csapat a nyitómeccset a Rapid Wien csapata helyett a Chelsea-vel játszotta. A játékosok a Ferencváros és a Rapid Wien szurkolótáborából kerültek ki.
A mérkőzést követően a Chelsea menedzsere José Mourinho elégedett volt a stadionnal és az atmoszférával ("the stadium is wonderful, I really liked the atmosphere"). Hozzátette, hogy reméli, hogy a Ferencváros lépcsőfokként tudja majd használni a stadiont, mivel az megfelelne arra, hogy nemzetközi kupák során a legnagyobb csapatok játszanak benne."
2014. augusztus 24-én lejátszották az első bajnoki labdarúgó mérkőzést a stadionban. A Ferencváros a Nyíregyháza ellen győzedelmeskedett 3-1 arányban. Az első gólt Busai szerezte a 13. percben.
Az első válogatott mérkőzést 2014. szeptember 7-én játszották a stadionban Észak-Írország ellen. Az Európa-bajnoki selejtező végeredménye 2-1 lett a vendégek javára.
A Groupama Aréna megnyitását követően bajnoki mérkőzésen először, a Ferencvárosi Torna Club labdarúgói teltház - azaz 21,217 néző - előtt győzték le 2-0-s eredménnyel a klub ősi riválisát, az Újpest együttesét.
Alig hat évvel az átadás után már annyira elavult az építmény, hogy a koronavírus-járvány miatti gazdasági visszaesés ellenére a kormánytól hárommilliárd forintos támogatást kapott a szükséges korszerűsítésre.

## Sportaréna
A Groupama Aréna UEFA 4-es kategóriájú stadion, alkalmas bajnoki- és kupamérkőzések, Eb-, vb-selejtező mérkőzések, Eb-csoportmérkőzések, továbbá BL csoport- és kieséses mérkőzések lebonyolítására a negyeddöntőkig, valamint helyszíne lehet U19, U21 vb-döntő mérkőzéseknek is.

A Groupama Aréna befogadóképessége OTP Bank Liga és Magyar Kupa mérkőzéseken 23 800 fő, míg az UEFA vagy a FIFA által rendezett mérkőzéseken 22 000 fő. A különbség abból adódik, hogy a hazai rendezésű összecsapásokon a B-középben illetve a vendégszektorban állóhelyeket alakítanak ki.

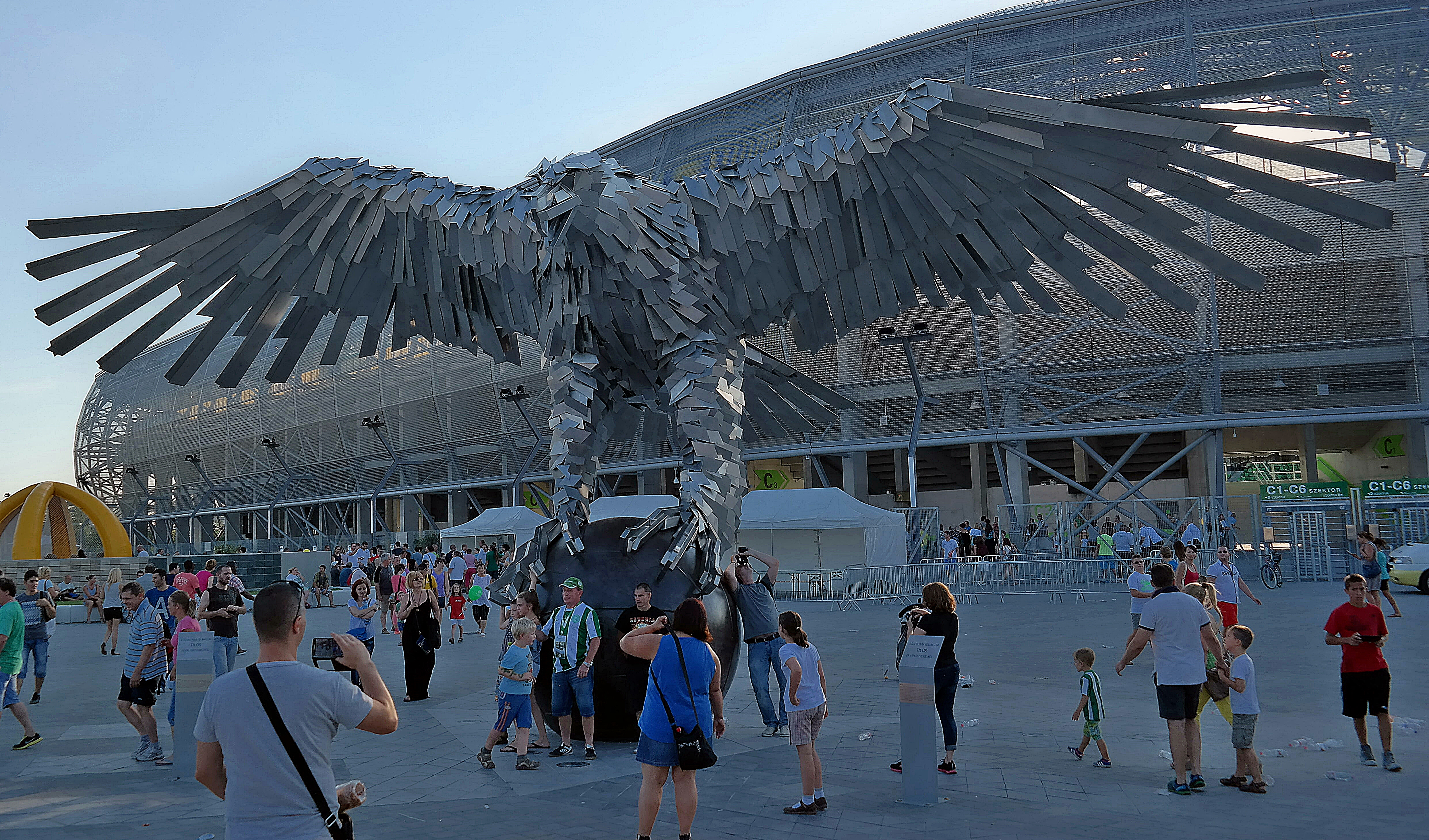
A Sasszobor

A stadion alapterülete 19 042 m², pályával együtt 28 746,5 m². A főépület négyszintes, alatta háromszintes mélygarázs épült. Utóbbiban 354, a főépület előtt 106, és a stadion mellett kialakított szabadtéri parkolóban további 405 parkolóhely van.
A kivitelezés a bontástól kezdve 14 hónapig tartott. Az építkezés során 60 000 m³ földet mozgattak meg. A felhasznált beton mennyisége 24 492 m³ volt, az acélszerkezet tömege 2708 tonna. Az acéltartók Kecskeméten, az előregyártott vasbeton-elemek Dunaújvárosban készültek.

### Öltözők, rehabilitációs terület
A vendég és a hazai csapat öltözője nem egyforma, ami a világ stadionjaiban általános jelenség, a hazai pálya előnyeit minden tekintetben élvezi a hazai csapat. A 400 m²-es hazai öltözőben minden játékos szekrényében konnektor és széf található, a zuhanyzóban jéggépet helyeztek el. Műfüves futópályával ellátott bemelegítő terem segíti a kezdőjátékosok felkészülését a mérkőzésre. Innen nyílik még az orvosi és masszázs szoba is.
A Groupama Aréna belső tereinek tervezése az MCXVI Építészműterem Kft. nevéhez fűződik, belsőépítészeti vezető tervezője Szokolyai Gábor volt.

### Üzemeltetés
A stadion hivatalos üzemeltetője a SPORTFIVE Hungary Kft. (elődje a Lagardère Unlimited Stadium Solutions Kft. (LUSS Kft.) volt) , mely egyben a Ferencvárosi Torna Club marketing ügynökségeként is működik. A Groupama Garancia Biztosító 2014-ben 7+3 évre szóló szerződést kötött a Lagardère Unlimited Stadium Solutions Kft.-vel, így a létesítmény hivatalos neve Groupama Aréna lett.
Az aréna rendezvényközpontként is funkcionál, a mérkőzéseken kívül évi 100-150, nagy tömegeket megmozgató koncertet, konferenciát, kulturális rendezvényt tartanak itt. A rendezvények számára az épület szinte minden eleme bérelhető, az öltözők éppúgy, mint maga a gyepszőnyeg, melyet ilyen esetekben speciális technológiával óvnak. Az aréna 3. és 4. emeletén összesen 34 Sky Boksz, azaz páholy található. A stadion legnagyobb helyisége a 2. emeleti 1700 négyzetméteres, 1400 fő befogadására alkalmas rendezvényterem. Mérkőzésnapokon itt látják vendégül a VIP Gold vendégeket. A VIP Bronze vendégei a főépület két oldalán léphetnek be a stadionba, a főlelátó jobb és bal oldalán.

## Infrastruktúra, technikai megoldások

### A gyep
A gyepszőnyeg kialakításához speciális fűmag-keveréket fejlesztettek ki. Egy gyepneveléssel foglalkozó skót laboratóriumban számos talajmintát vizsgáltak meg, majd elkészítették a különleges polipropilén szálakkal kevert anyagot, amelybe a fűmagok kerültek. A fű így sokkal jobban bírja a megterhelést, nehezebben szakadnak ki belőle darabok. Számítógép vezérelte műszerek jelzik, szükség van-e „napoztatásra”; erre a célra speciális lámpákat tartanak. A pálya fűthető, a legkeményebb télen sem borítja majd hó a gyepet.

### Beléptető-rendszer
Világszinten is újdonságnak számít az aréna beléptető-rendszere, amely biometrikus kézleolvasók segítségével működik. A vénaszkenner használatához a drukkereknek – összhangban a Magyar Labdarúgó Szövetség előírásaival – rendelkezniük kell egy szurkolói kártyával, és érvényes belépőjeggyel, bérlettel. A beléptető-rendszer célja, hogy megállapítsák, valóban a kártya tulajdonosa akar-e bejutni az arénába. Az azonosítás a szurkolói kártya kiváltásánál generált számsor alapján történik. Ezt a számsort más adatbázissal összevetni nem lehet, a szurkolók azonosítására, vagy akár bűnüldözési célra felhasználni lehetetlen, viszont garantálja, hogy az adott rendezvényre csak az érvényes jeggyel rendelkezők juthassanak be.

### Kivetítő
A Groupama Aréna két óriáskivetítője egyenként 63 m²-es.

### Gólvonal-technológia
A stadionban a brazíliai futball-világbajnokságon is használatos Goal Line Technology(GLT) kamerarendszert telepítettek, amely 4 milliméter pontossággal észleli, ha a labda áthalad a gólvonalon, és jelzést küld erről a játékvezetők speciális karórájára. Mindezt a két kapunál felszerelt 7-7 kamera teszi lehetővé.

### Mérkőzéselemző rendszer
Az öltözőben televízión a Tracab Online mérkőzéselemző rendszer segítségével – akár a mérkőzés alatt, akár a szünetben – nyomon követhető a két csapat játéka, a statisztikákból kiderül a passzok és a kapura lövések száma, vagy éppen a játékosok futásteljesítménye.

### Készpénzmentes fizetés
A stadion készpénzmentes (cashless), a rendszer lényege, hogy egy multifunkcionális szurkolói kártyával lehet fizetni a Groupama Arénában, a stadion számos pontján, valamint online lehet feltölteni a kártyát.

### További szolgáltatások
A stadion egész területén ingyenes wifi-hálózat és okostelefonos applikációk érhetők el (Fradi és Stadion). Lehetőség van SMS-ben üzenni a két nagy kivetítőre a mérkőzéseken és egyéb eseményeken. A szurkolók hangerejét mikrofonok mérik, ennek eredményét pedig a két óriáskijelzőn is meg lehet jeleníteni. Az épületben 200 darab LCD kivetítő található.

### Médiacenter
A Groupama Aréna saját médiacenterrel rendelkezik, 80 újságíró és tévés számára van benne hely. A sajtótájékoztatók helyszínéül is szolgáló terem közvetlen kijárással rendelkezik a lelátóra.

## Létesítmények

### Fradi Múzeum
2014. augusztus 7-én nyílt meg a megújult Fradi Múzeum, itt a látogatók idővonalon tekinthetik meg a klub történelmét, mely tableteken, interaktív képeken elevenedik fel. Kupák, zászlók, emléktárgyak sokasága várja a látogatókat. A múzeumban megtekinthető többek között Albert Flórián Aranylabdája, az 1909-ben elnyert Ezüstlabda, az 1937-es Közép-Európa Kupa-trófea, Nyilasi Tibor Ezüstcipője, a Bajnokok Ligája számos emléke vagy a Vásárvárosok Kupája 1965-ből.

### Fradi Shop
A Groupama Aréna főbejárata mellett kapott helyet a Fradi szurkolói boltja, amelyben a Klubhoz kapcsolódó relikviát lehet beszerezni.

## Gólvonal bisztró
A Gólvonal Bisztró a Groupama Aréna étterme, sport pubja.

## Szobrok a Groupama Aréna területén

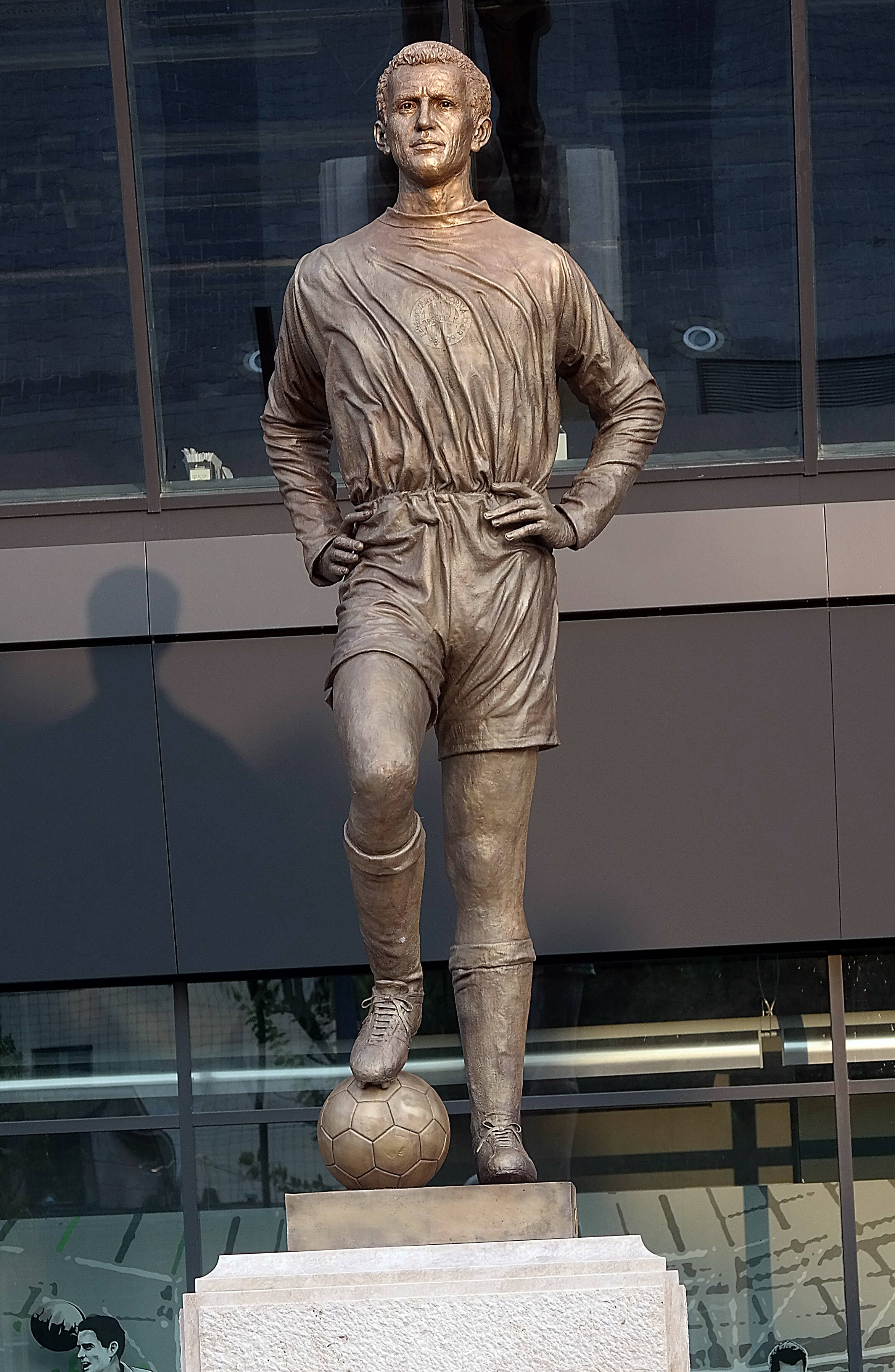
Albert Flórián szobra

### Springer Ferenc szobra
A stadion főbejárata előtt a Ferencváros két legendás alakjának szobra látható: Springer Ferencé és Albert Flóriáné. Springer Ferenc alapította 1899-ben a Ferencvárosi Torna Clubot. Szobra (ifj. Mátrai Lajos alkotása). A szobor talpazatán látható Springer Ferenc domborműve (Berán Lajos alkotása).

### Albert Flórián szobra
Magyarország egyetlen aranylabdás játékosa, Albert Flórián egész alakos bronz szobra 3,5 méter magas, Kligl Sándor műve. A szobor avatására 2014. augusztus 7-én került sor, családtagok, a Ferencvárosi Baráti Kör, a Nagy Béla Hagyományőrző Egyesület, az FTC vezetői, valamint a klub olimpiai bajnokai, sportolói jelenlétében.

### Fradi Sas
A bejáratnál a klub kabalaállatát, egy futball-labdát megragadó sast ábrázoló acélszobor található, amely Szőke Gábor Miklós munkája. A szobor 16 méter szárnyfesztávú, tömege 15 tonna.

## Válogatott mérkőzések a stadionban
A magyar válogatott az új Puskás Aréna átadásáig 27 mérkőzést játszott a Groupama Arénában 2014. szeptember 7-e és 2019. október 13-a közt.
| #   | Dátum                | Kiírás                                         | Ellenfél         | Eredmény | Nézőszám  |
| --- | -------------------- | ---------------------------------------------- | ---------------- | -------- | --------- |
| 1.  | 2014. szeptember 7.  | 2016-os Eb-selejtező                           | Észak-Írország   | 1–2      | 20 672    |
| 2.  | 2014. november 14.   | 2016-os Eb-selejtező                           | Finnország       | 1–0      | 19 000    |
| 3.  | 2014. november 18.   | barátságos                                     | Oroszország      | 1–2      | 4 000     |
| 4.  | 2015. március 29.    | 2016-os Eb-selejtező                           | Görögország      | 0–0      | 21 000    |
| 5.  | 2015. szeptember 4.  | 2016-os Eb-selejtező                           | Románia          | 0–0      | 22 060    |
| 6.  | 2015. október 8.     | 2016-os Eb-selejtező                           | Feröer           | 2–1      | 16 175    |
| 7.  | 2015. november 15.   | 2016-os Eb-pótselejtező                        | Norvégia         | 2–1      | 22 186    |
| 8.  | 2016. március 26.    | barátságos                                     | Horvátország     | 1–1      | 20 300    |
| 9.  | 2016. május 20.      | barátságos                                     | Elefántcsontpart | 0–0      | 20 000    |
| 10. | 2016. október 7.     | 2018-as vb-selejtező                           | Svájc            | 2–3      | 21 000    |
| 11. | 2016. november 13.   | 2018-as vb-selejtező                           | Andorra          | 4–0      | 20 000    |
| 12. | 2016. november 15.   | barátságos                                     | Svédország       | 0–2      | 17 000    |
| 13. | 2017. június 5.      | barátságos                                     | Oroszország      | 0–3      | 12 442    |
| 14. | 2017. augusztus 31.  | 2018-as vb-selejtező                           | Lettország       | 3–1      | 20 000    |
| 15. | 2017. szeptember 3.  | 2018-as vb-selejtező                           | Portugália       | 0–1      | 22 000    |
| 16. | 2017. október 10.    | 2018-as vb-selejtező                           | Feröer           | 1–0      | 20 000    |
| 17. | 2017. november 14.   | barátságos                                     | Costa Rica       | 1–0      | 9 860     |
| 18. | 2018. március 23.    | barátságos                                     | Kazahsztán       | 2–3      | 6 500     |
| 19. | 2018. március 27.    | barátságos                                     | Skócia           | 0–1      | 8 940     |
| 20. | 2018. június 9.      | barátságos                                     | Ausztrália       | 1–2      | 4 500     |
| 21. | 2018. szeptember 11. | 2018–2019-es UEFA Nemzetek Ligája              | Görögország      | 2–1      | zártkapus |
| 22. | 2018. november 15.   | 2018–2019-es UEFA Nemzetek Ligája              | Észtország       | 2–0      | 7 775     |
| 23. | 2018. november 18.   | 2018–2019-es UEFA Nemzetek Ligája              | Finnország       | 2–0      | 9 200     |
| 24. | 2019. március 24.    | 2020-as Eb-selejtező                           | Horvátország     | 2–1      | 19 400    |
| 25. | 2019. Június 11.     | 2020-as labdarúgó-Európa-bajnokság (selejtező) | Wales            | 1–0      | 18 350    |
| 26. | 2019. szeptember 9.  | 2020-as labdarúgó-Európa-bajnokság (selejtező) | Szlovákia        | 1–2      | 22 000    |
| 27. | 2019. október 13.    | 2020-as labdarúgó-Európa-bajnokság (selejtező) | Azerbajdzsán     | 1–0      | 15 000    |

## Kiemelkedő sportesemények a stadionban
| Dátum           | Kiírás                            | Csapat1            | Csapat2      | Eredmény | Nézőszám |
| --------------- | --------------------------------- | ------------------ | ------------ | -------- | -------- |
| 2019. május 18. | 2019-es női Bajnokok Ligája-döntő | Olympique Lyonnais | FC Barcelona | 4–1      | 19 487   |

## Megközelítése
Közösségi közlekedéssel:
| Járat                          | Megálló  | Távolság a Groupama Arénától |
| ------------------------------ | -------- | ---------------------------- |
|                                | Népliget | 100 m (gyalog 2 perc)        |
| 1, 1A                          | Népliget | 100 m (gyalog 2 perc)        |
| 901, 914, 914A, 918, 950, 950A | Népliget | 100 m (gyalog 2 perc)        |